# Żygajewo
Żygajewo (ros. Жигаево) – wieś (ros. село, trb. sieło) w zachodniej Rosji, w sielsowiecie wablinskim rejonu konyszowskiego w obwodzie kurskim.

## Geografia
Miejscowość położona jest nad Żygajewką (dopływ Swapy), 10,5 km od centrum administracyjnego sielsowietu (Wabla), 25 km od centrum administracyjnego rejonu (Konyszowka), 62 km od Kurska.
W miejscowości znajdują się 262 posesje.
Klimat
Miejscowość, jak i cały rejon, znajduje się w strefie klimatu kontynentalnego z łagodnym ciepłym latem i równomiernie rozłożonymi opadami rocznymi (Dfb w klasyfikacji klimatów Köppena).

## Demografia
W 2010 r. miejscowość zamieszkiwało 258 osób.